# Orchidales
Ordre
Classification APG II (2003)
Classification APG III (2009)
Classification APG IV (2016)
Les Orchidales sont un ordre de plantes monocotylédones.
En classification classique de Cronquist (1981) elle comprend 4 familles :
- Burmanniacées
- Corsiacées
- Geosiridacées
- Orchidacées ou Orchidées

Depuis la classification phylogénétique APG II (2003) jusqu'à la classification phylogénétique APG IV (2016), cet ordre n'existe pas. Par ailleurs, les Burmanniaceae sont incorporées aux Thismiaceae et les Geosiridaceae aux Iridaceae.